# Kürtvirágfélék
A kürtvirágfélék (Sarraceniaceae) családja az hangavirágúak (Ericales) rendjének egyik növénycsaládja három nemzetséggel, összesen 23 fajjal.

## Elterjedésük, élőhelyük
Nagyobbrészt Dél-Amerika északi részén, kisebbrészt Észak-Amerikában, főleg annak déli-délkeleti részén honosak. Többnyire nedves, vizes talajon, illetve lápokban találjuk őket. Több fajukat dísznövénynek termesztik.

## Megjelenésük
Külsejüket jól jellemzik azok a népi nevek, amikkel Kanadában illetik őket:
- katonakancsó,
- ördög cipője,
- ősök csészéje,
- vadász-szarv,
- levélkürtő,
- kancsóka.

Ezeket a neveket a levelek ihlették, pontosabban azok a levélnyelek, amelyekkel a kürtvirágok fogságba ejtik a rovarokat.
Lágy szárú, tőlevélrózsás növények. Leveleik szűk, kancsónak nevezett tölcsérré módosultak; a kancsók alján emésztőfolyadék gyűlik. Egy-egy növénynek mintegy negyven kancsója van. Mindegyik kancsónak van födele, hogy ne hulljon bele se az eső se a harmat, és ne hígítsa föl az emésztőfolyadékot.
Egyetlen, piros, esernyőre emlékeztető, öttagú, hímnős virágjuk hosszú tőkocsány végén ül mintegy fél méterrel a kancsókból fölött. Sok porzójuk van; a párta többnyire csésze vagy hiányzik, a termő felső állású. Tokterméssel szaporodnak.
A legegyszerűbb a guyanai felföldön és Venezuelában honos Heliamphora nemzetség rovarfogó készüléke.

## Életmódjuk
Húsevő növények, amelyek az asszimiláció mellett a kancsókban foglyul ejtett rovarokkal táplálkoznak. Áldozataikat a kancsó torkában csepegő nektárral csalogatják be. A torkot sűrűn borító selymes szőrök hegye befelé nő, így a rovarok könnyen bejutnak, de a többségük nem tud kimászni, és végül belepottyan a kancsó alján gyűlő emésztõfolyadékba. Az emésztõfolyadék felületi feszültsége kisebb a vízénél, így a fogoly gyorsan elmerül benne.
Számos, igen különféle állat jól alkalmazkodott ezekhez a sajátos viszonyokhoz. Némely levéltetvek ügyesen kiszívják a folyadékot a kancsókból; egy légy egyenesen a félig megemésztett masszába rakja a petéit, majd a szőrszálak ellenében kimászik a szabadba. A légy lárvája átrágja a kancsó falát, és így jut ki belőle.
Rossz években a madarak is csapatostól látogatják a kürtvirágokat, hogy megszerezzék az elpusztult legyeket. Amelyik madár csőre meg túl rövid, az széttépi a kancsó torkát, és úgy kaparja ki az élelmet.
A legjobban egyes lepkék alkalmazkodtak: ezek menedéknek, háznak használják a kancsót. Az egyik lepkefaj lárvája az alsó egyharmadánál átrágja a kancsó falát. Erős szélben a felső kétharmad saját súlyánál fogva összecsukódik, és tetőként fedi be az alsó harmadot, megvédve a hernyót. Egy másik lepke hernyója bebábozódás előtt kijáratot rág magának – sőt, ez alatt rág egy másik lyukat is, hogy a belső folyadék semmiképp se áraszthassa el a bábot.
A kürtvirágoknak legalább 3-4 hónapos téli pihenőre van szükségük, ameddig 5–10 °C körüli hőmérsékleten (floráriumban vagy hűtőszekrényben) teleltetni kell őket – ez esetben megtartják leveleiket, és a következő évben szépen virágoznak. A kisebb, rövidebb fagyokat elviselik.